# Joaquim Videira
Joaquim Filipe Ferreira dos Santos Videira (Viseu, 12 de enero de 1984) es un deportista portugués que compitió en esgrima, especialista en la modalidad de espada.
Ganó una medalla de plata en el Campeonato Mundial de Esgrima de 2006, en la prueba individual.
Estudió Ingeniería Electrotécnica y de Computadoras de la Universidad de Oporto.

## Palmarés internacional
| Campeonato Mundial | Campeonato Mundial | Campeonato Mundial | Campeonato Mundial |
| Año                | Lugar              | Medalla            | Prueba             |
| ------------------ | ------------------ | ------------------ | ------------------ |
| 2006               | Turín (Italia)     | Medalla de plata   | Espada individual  |